# مهرجان كان السينمائي 2023
مهرجان كان السينمائي 2023 هو النسخة السادسة والسبعون للمهرجان اقيمت في الفترة من 16 إلى 27 أيار/مايو 2023. المخرج السويدي روبين أوستلوند هو رئيس لجنة التحكيم.
الملصق الرسمي للمهرجان يحمل صورة الممثلة الفرنسية كاترين دينوف. افتتح المهرجان بفيلم لا فيفوريت، واختتم بفيلم العناصر.

## المتنافسون

### المسابقة الرسمية
الأفلام التالية شاركت للفوز بجائزة السعفة الذهبية.
| العنوان               | العنوان الاصلي               | المخرج           | بلد الانتاج                                         |
| --------------------- | ---------------------------- | ---------------- | --------------------------------------------------- |
| حول الأعشاب الجافة    | Kuru Otlar Üstüne            | نورى بيلجى جيلان | تركيا                                               |
| تشريح سقطة            | Anatomie d'une chute         | جوستين تريت      | فرنسا                                               |
| مدينة الأسفلت         | Asphalt City                 | جان ستيفان سوفير | الولايات المتحدة                                    |
| مدينة الكويكب         | Asteroid City                | ويس أندرسون      | الولايات المتحدة                                    |
| بانيل وأداما (CdO)    | Banel et Adama               | راماتا-تولاي سي  | سنغال، مالي، فرنسا                                  |
| غدًا أكثر إشراقًا       | Il sol dell'avvenire         | ناني موريتي      | ايطاليا، فرنسا                                      |
| الكيميرا              | La chimera                   | أليس رورفاكر     | ايطاليا، فرنسا، سويسرا                              |
| نادي صفر              | Club Zero                    | جيسيكا هسنر      | استراليا، الدنمارك، فرنسا، المانيا، المملكة المتحدة |
| أوراق متساقطة         | Kuolleet lehdet              | أكي كاوريسمكي    | فلندا                                               |
| مشعل النار            | Firebrand                    | كريم عينوز       | المملكة المتحدة                                     |
| بنات ألفة             | بنات ألفة                    | كوثر بن هنية     | تونس                                                |
| العودة للوطن (QP)     | Le Retour                    | كاترين كورسيني   | فرنسا                                               |
| مختطف                 | Rapito                       | ماركو بيلوشيو    | ايطاليا                                             |
| الصيف الماضي          | L'Été dernier                | كاثرين بريليا    | فرنسا                                               |
| مايو ديسمبر           | May December                 | تود هينز         | الولايات المتحدة                                    |
| وحش (QP)              | 怪物                         | هيروكازو كورئيدا | اليابان                                             |
| البلوط القديم         | The Old Oak                  | كين لوتش         | المملكة المتحدة، فرنسا، بلجيكا                      |
| أيام مثالية           | Perfect Days                 | فيم فيندرز       | اليابان، المانيا                                    |
| طعم الأشياء           | La Passion de Dodin Bouffant | تران آن هانغ     | فرنسا                                               |
| الشباب (الربيع) (ŒdO) | 青春                         | وانغ بينغ        | الصين                                               |
| منطقة الاهتمام        | The Zone of Interest         | جوناثان غلازر    | المملكة المتحدة، بولندا                             |

### نظرة ما
الأفلام التالية تنافست في قسم نظرة ما:
| العنوان                                       | العنوان الاصلي            | المخرج                           | بلد الانتاج                                                                 |
| --------------------------------------------- | ------------------------- | -------------------------------- | --------------------------------------------------------------------------- |
| لا للخسارة (CdO)                              | Rien à perdre             | دلفين ديلوغيت                    | فرنسا، بلجيكا                                                               |
| مملكة الحيوان (فيلم الافتتاح)                 | Le Règne animal           | توماس كايلي                      | فرنسا، بلجيكا                                                               |
| كسر الجليد                                    | 燃冬                      | أنتوني تشين                      | الصين، سنغافورة                                                             |
| كرورا                                         | Crowrã                    | جواو سالافيزا، رينيه نادر ميسورا | البرازيل، البرتغال                                                          |
| الجانحون                                      | Los delincuentes          | رودريغو مورينو                   | الأرجنتين، البرازيل، تشيلي، لوكسمبورغ                                       |
| وداعا جوليا (CdO)                             | وداعا جوليا (CdO)         | محمد كردفاني                     | السودان، مصر، ألمانيا، فرنسا، السويد، السعودية                              |
| ميؤوس منها (CdO)                              | 화란                      | كيم تشانغ هون                    | كوريا الجنوبية                                                              |
| عصابات (CdO)                                  | Les Meutes                | كمال لزرق                        | المغرب، فرنسا، بلجيكا، قطر، السعودية                                        |
| كيفية ممارسة الجنس (CdO) (QP)                 | How to Have Sex           | مولي مانينغ ووكر                 | المملكة المتحدة                                                             |
| لو كان بإمكاني فقط الدخول في وضع السبات (CdO) | If Only I Could Hibernate | زولجارغال بوريفدا                | منغوليا، فرنسا، سويسرا، قطر                                                 |
| كذب أبيض (ŒdO)                                | كذب أبيض (ŒdO)            | أسماء المدير                     | المغرب، قطر، مصر، السعودية                                                  |
| طبيعة الحب (QP)                               | Simple comme Sylvain      | منية شكري                        | كندا، فرنسا                                                                 |
| الصبي الجديد                                  | The New Boy               | وارويك ثورنتون                   | أستراليا                                                                    |
| أومين (CdO)                                   | Augure                    | بالوجي تشياني                    | بلجيكا، الكونغو                                                             |
| فقط النهر يتدفق                               | 河边的错误                | وي شوجون                         | الصين                                                                       |
| روزالي (QP)                                   | Rosalie                   | ستيفاني دي جيوستو                | فرنسا، بلجيكا                                                               |
| سالم                                          | Salem                     | جان برنارد مارلين                | فرنسا                                                                       |
| المستوطنون (CdO)                              | Los colonos               | فيليبي غالفيز                    | تشيلي، الأرجنتين، فرنسا، الدنمارك، المملكة المتحدة، تايوان، السويد، ألمانيا |
| آيات أرضية                                    | آیه‌های زمینی              | علي عسكري، علي رضا خاتمي         | إيران                                                                       |
| خارج المنافسة                                 |                           |                                  |                                                                             |
| غرباء في الليل (فيلم الختام)                  | Une Nuit                  | أليكس لوتز                       | فرنسا، بلجيكا                                                               |

يشير (CdO) إلى الفيلم المؤهل لجائزة الكاميرا الذهبية باعتباره أول فيلم روائي طويل للمخرج.
يشير (ŒdO) إلى الفيلم المؤهل لجائزة العين الذهبية باعتباره فيلمًا وثائقيًا.
يشير (QP) إلى الفيلم المؤهل لجائزة سعفة كوير.

### خارج المنافسة
الأفلام التالية تعرض خارج المسابقة:
| العنوان                      | العنوان الاصلي                        | المخرج         | بلد الانتاج                    |
| ---------------------------- | ------------------------------------- | -------------- | ------------------------------ |
| الأب بيير – قرن من التفاني   | L'Abbé Pierre – Une Vie de Combats    | فريدريك تيلييه | فرنسا                          |
| بيت العنكبوت                 | 거미집                                | كيم جي وونغ    | كوريا الجنوبية                 |
| مدينة العناصر (فيلم الختام)  | Elemental                             | بيتر سون       | الولايات المتحدة               |
| إنديانا جونز 5               | Indiana Jones and the Dial of Destiny | جيمس مانغولد   | الولايات المتحدة               |
| لا فيفوريت (فيلم الافتتاح)   | Jeanne du Barry                       | مايوين         | فرنسا، بلجيكا، المملكة المتحدة |
| قتلة زهرة القمر              | Killers of the Flower Moon            | مارتن سكورسيزي | الولايات المتحدة               |
| مسلسل                        |                                       |                |                                |
| الآيدول (الحلقات 1 و 2) (QP) | The Idol                              | سام ليفينسون   | الولايات المتحدة               |
| عروض منتصف الليل             |                                       |                |                                |
| حمض                          | Acide                                 | جست فيليبوت    | فرنسا                          |
| منوم                         | Hypnotic                              | روبرت رودريغيز | الولايات المتحدة               |
| كينيدي                       | Kennedy                               | أنوراغ كاشياب  | الهند                          |
| ملك الجزائر                  | Omar La Fraise                        | إلياس بلكدار   | فرنسا                          |
| مشروع الصمت                  | 탈출: 프로젝트 사일런스               | كيم تاي غون    | كوريا الجنوبية                 |

يشير (QP) إلى الفيلم المؤهل لجائزة سعفة كوير.

### العرض الأول في كان
الأفلام التالية تشارك في قسم العرض الأول في مهرجان كان:
| العنوان            | العنوان الاصلي            | المخرج          | بلد الانتاج                                  |
| ------------------ | ------------------------- | --------------- | -------------------------------------------- |
| جاء الحب (QP)      | Le Temps d'aimer          | كاتيل كويليفيري | فرنسا، بلجيكا                                |
| بونارد، بيير ومارث | Bonnard, Pierre et Marthe | مارتن بروفوست   | فرنسا                                        |
| أغمض عينيك         | Cerrar los ojos           | فيكتور إريس     | إسبانيا، الأرجنتين                           |
| يوريكا             | Eureka                    | ليساندرو ألونسو | فرنسا، ألمانيا، البرتغال، المكسيك، الأرجنتين |
| فقط نحن الاثنان    | L'Amour et Les Forêts     | فاليري دونزيلي  | فرنسا                                        |
| كوبي (QP)          | 首                        | تاكيشي كيتانو   | اليابان                                      |
| ضائع في الليل      | Perdidos en la noche      | أمات إسكالانتي  | المكسيك، ألمانيا، هولندا، الدنمارك           |

يشير (QP) إلى الفيلم المؤهل لجائزة سعفة كوير.

## الفائزون
| الجائزة            | الفائز                                              |
| ------------------ | --------------------------------------------------- |
| السعفة الذهبية     | تشريح سقطة للمخرجة الفرنسية جوستين تريت.            |
| الجائزة الكبرى     | The Zone of Interest للمخرج البريطاني جوناثان غلازر |
| جائزة أفضل إخراج   | تران آن هانغ                                        |
| جائزة لجنة التحكيم | Fallen Leaves للمخرج الفلندي أكي كاوريسمكي          |
| جائزة أفضل سيناريو | يوجي ساكاموتو                                       |
| جائزة أفضل ممثلة   | ميرفي ديزدار                                        |
| جائزة أفضل ممثل    | كوجي ياكوشو                                         |